# Simon von Crépy
Simon von Crépy, auch Simon von Vexin genannt, (* um 1048; † 30. Januar 1080 (oder 1082?) in Rom) war der Sohn und Erbe des Rudolf IV., Graf von Valois, Amiens und Vexin (und damit aus dem Haus der Karolinger) und der Adele von Bar-sur-Aube.

## Leben
Simon wurde am Hof Herzog Wilhelms von Normandie erzogen, mit dessen Ehefrau Mathilde von Flandern er verwandt war. 1072 wurde er der Graf von Crépy und besaß aufgrund dieses Titels die Grafschaften Crépy-en-Valois, Vexin, Amiens und (durch seine Mutter) die Bar-sur-Aube. Sein Grundbesitz in der Champagne wurde so groß, dass er bei König Philipp I. in Verdacht geriet, der zu einem Krieg ausartete, in dem Simon seinem Widersacher drei Jahre lang die Stirn bot.
Philipps Truppen plünderten das Valois, Simons Truppen fielen in die Gebiete des Königs ein. Papst Gregor VII. schaltete sich in den Konflikt ein, bewog – über Hugo von Cluny – Simon dazu, sich aus den Auseinandersetzungen zurückzuziehen, und die Tochter des Grafen von Auvergne zu heiraten.
Nur wenig später, im Jahr 1077 und nur wenige Jahre nach dem Tod seines Vaters, verzichtete Simon auf seine Titel und seinen Besitz, trat das Ehepaar ins Kloster ein, Simon ins Kloster Saint-Oyend (Saint-Claude) und ging später mit einigen Gefährten ins Quellgebiet des Flusses Doubs, wo eine auf einem Hügel, einer „Motte“, das spätere Priorat Mouthe und damit den sich daraus entwickelnden Ort gründete.
In den drei bis fünf Jahren, die er danach noch lebte, wurde er von mehreren Stellen bevorzugt als Streitschlichter eingesetzt:
- In der Normandie vermittelte er zwischen Wilhelm dem Eroberer und dessen Sohn Robert Curthose
- 1080 wurde er von Papst Gregor VII. nach Rom gerufen und mit dem Auftrag nach Sizilien geschickt, Verhandlungen mit Robert Guiscard aufzunehmen.

Auf dem Rückweg aus Sizilien verstarb er in Rom und wurde im Petersdom beerdigt. Ein Epitaph auf Simon wurde von Papst Urban II. verfasst. Seine sterblichen Überreste wurden später an das Kloster Saint-Claude und die Kirche von Mouthe überführt, wo sein Andenken immer noch gepflegt wird (in Saint-Claude am 3. Oktober, in Besançon am 5. Oktober).